# Velimir Radinović
Velimir Radinović (in serbo Велимир Радиновић?; Oakville, 17 gennaio 1981) è un ex cestista canadese con cittadinanza serba.

## Palmarès
- Coppa di Serbia e Montenegro: 1

FMP Železnik: 2005